# Hashomer Hatzair

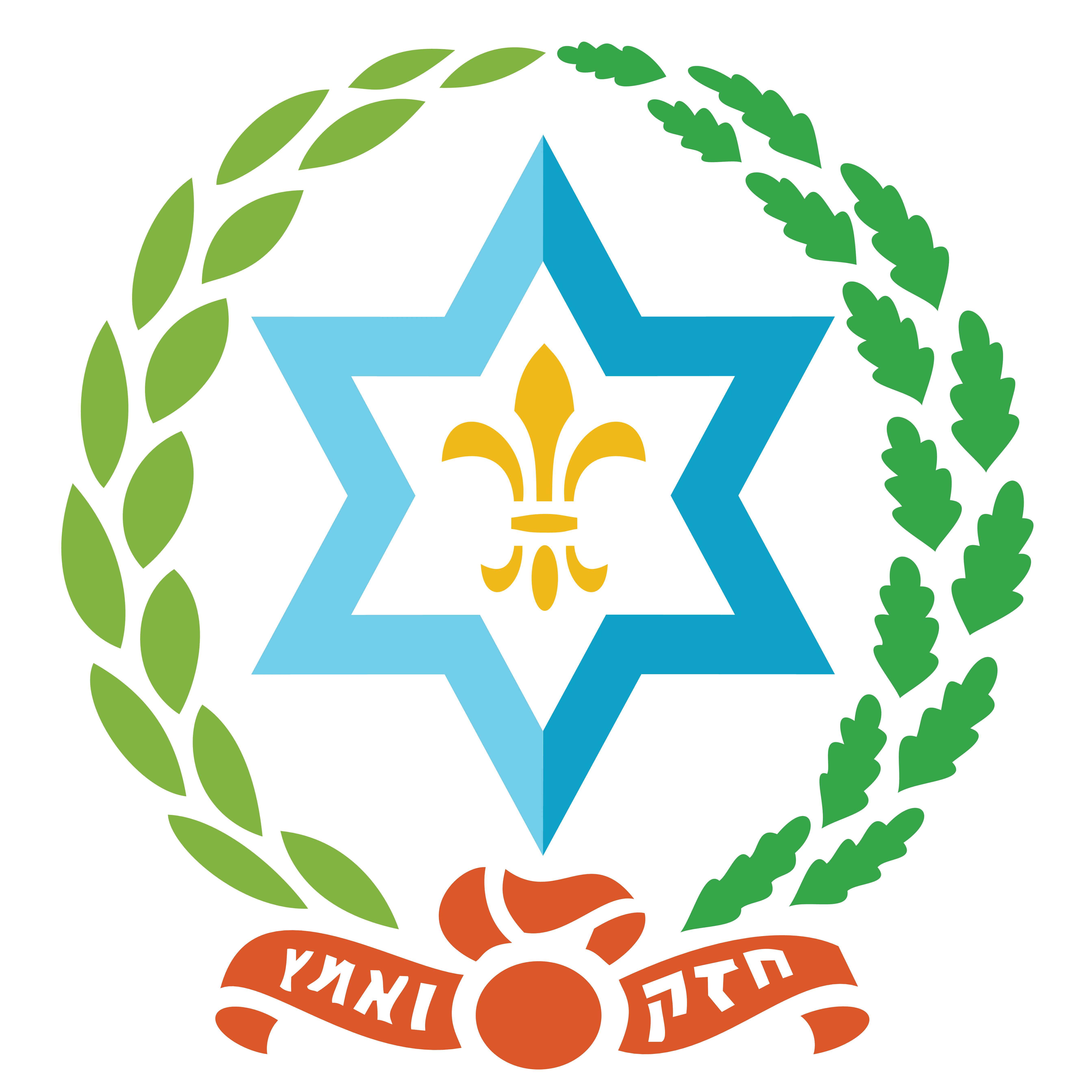
El Semel Tnua, actual emblema (semel) de Hashomer Hatzair. Contiene la inscripción en hebreo, traducida como "Sé fuerte y valiente". Proviene del Libro de Josué 1:6. Este es el Semel de la tnua (Hashomer Hatzair) rediseñado en honor a los 100 años del movimiento

Hashomer Hatzair (en hebreo: השומר הצעיר‎) también transliterado como Hachomer Hatzaïr, traducido al español como La Guardia de la Juventud) es un movimiento juvenil judío sionista socialista que se fundó en Polonia en 1913. Surgió de la fusión entre Hashomer, movimiento Sionista Scout, y Tze'irei Zion, círculo cultural e intercultural judío. A lo largo de la Historia los javerim (miembros) se han organizado en diferentes kvutzot (grupos).

## Origen
El movimiento Hashomer fue fundado en 1913 en Galizia —región de mayoría polaca perteneciente al Imperio austrohúngaro— con el objetivo de integrar y educar a los jóvenes judíos hacia un profundo sentimiento de identidad con su pueblo sin perder el sentido típico de un movimiento scout. Este movimiento, cuyo nombre completo es Hashomer Hatzair, comenzó a enseñar a la juventud judía desde historia y valores del pueblo, hasta cómo prender una fogata o realizar estructuras de madera. Rápidamente Hashomer Hatzair se extendió hacia el este europeo, fundando kenim (suborganizaciones) en países como Lituania, Rusia y Ucrania, con un espectacular aumento de miembros. 
A partir de 1925, esta organización se instaló en numerosos países, principalmente de Hispanoamérica, donde fueron creadas por jóvenes emigrantes europeos.

## En la Segunda Guerra Mundial
En los años del Holocausto, Hashomer Hatzair jugó un papel muy importante para la resistencia judía. Sus miembros salían de los guetos a escondidas para traer herramientas y comida de contrabando y las repartían a la población cada vez más oprimida.
De Abba Kovner, líder partisano, poeta judío de renombre y miembro de Hashomer Hatzair es la frase: "No ir como ovejas al matadero".
Hashomer Hatzair realizó la primera ofensiva de una resistencia contra los nazis en una misión liderada por Vitka Kempner, en la que perecieron alrededor de dos soldados alemanes.
Sus miembros participaron en forma activa en el Levantamiento del Gueto de Varsovia, que duró más de un mes, junto con otros movimientos sionistas. Fue liderado por Mordejai Anilevich, Rosh Ken (líder) de Hashomer Hatzair en el ghetto, inspirando a otros guetos y campos de concentración a hacer lo mismo.
Una vez que acabó Segunda Guerra Mundial, esta organización tuvo una importante influencia para conseguir que los ingleses otorgaran permisos de estancia a judíos en el protectorado británico de la zona de Palestina.

## Ideología

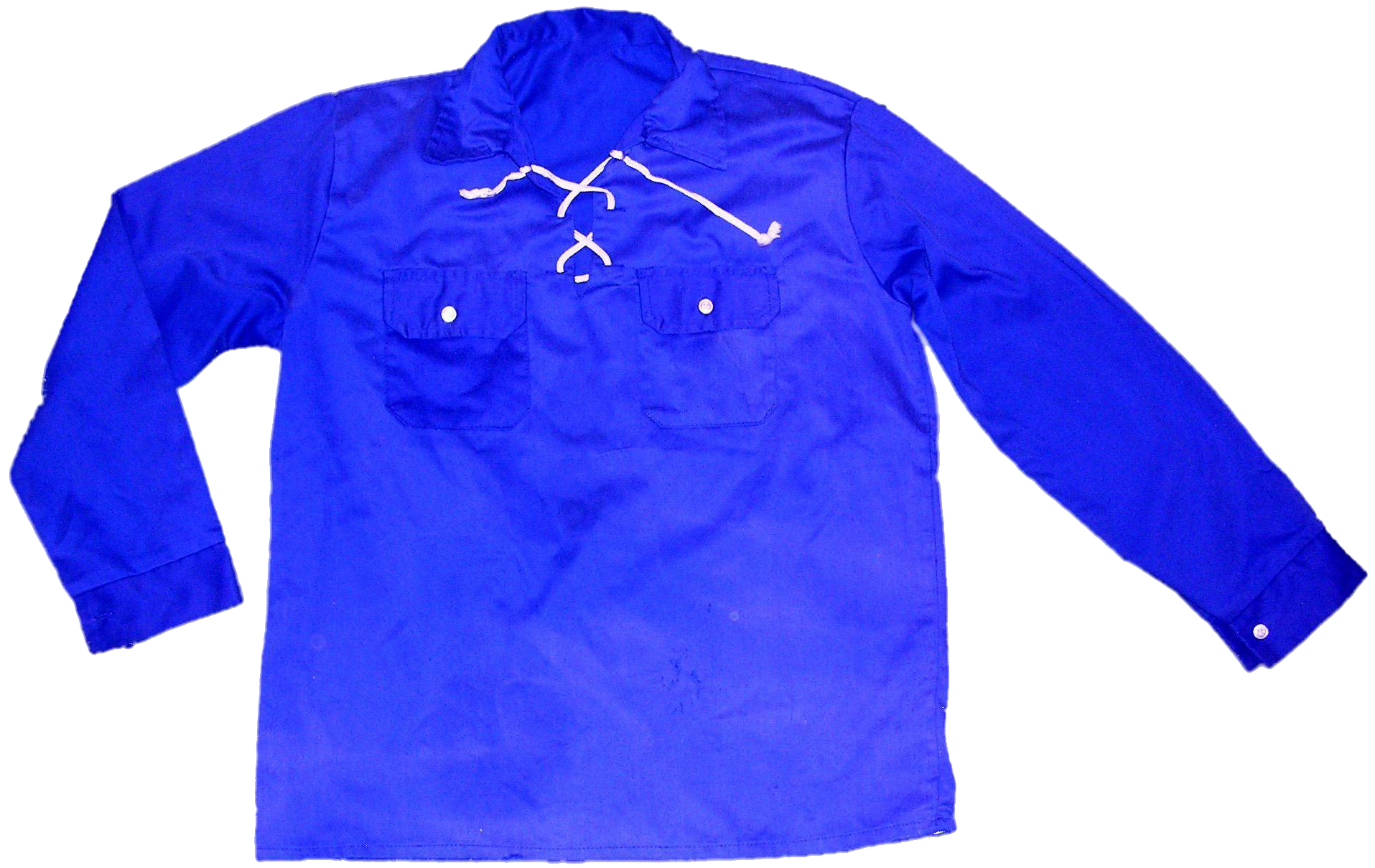
Camisa de la organización.

Hashomer Hatzair fue fundada en un marco de antisemitismo, en el que se privaba al judío del derecho de pertenecer a los movimientos scout en general.[cita requerida]
Los fundadores de Hashomer Hatzair vieron en el sionismo y en la creación de un Estado Judío la salida a estos problemas y se encomendaron en cuerpo y alma a la lucha para finalmente convertir en realidad la creación del Estado de Israel, en la que el movimiento supuso un importante eslabón. 
Viendo en el socialismo la única y más eficiente manera para el comienzo del establecimiento de un Estado judío, colaboraron activamente en la fundación de hasta ochenta y siete kibutz, convirtiéndose en la organización con más kibutzim establecidos.

## Hashomer Hatzair hoy

### Venezuela

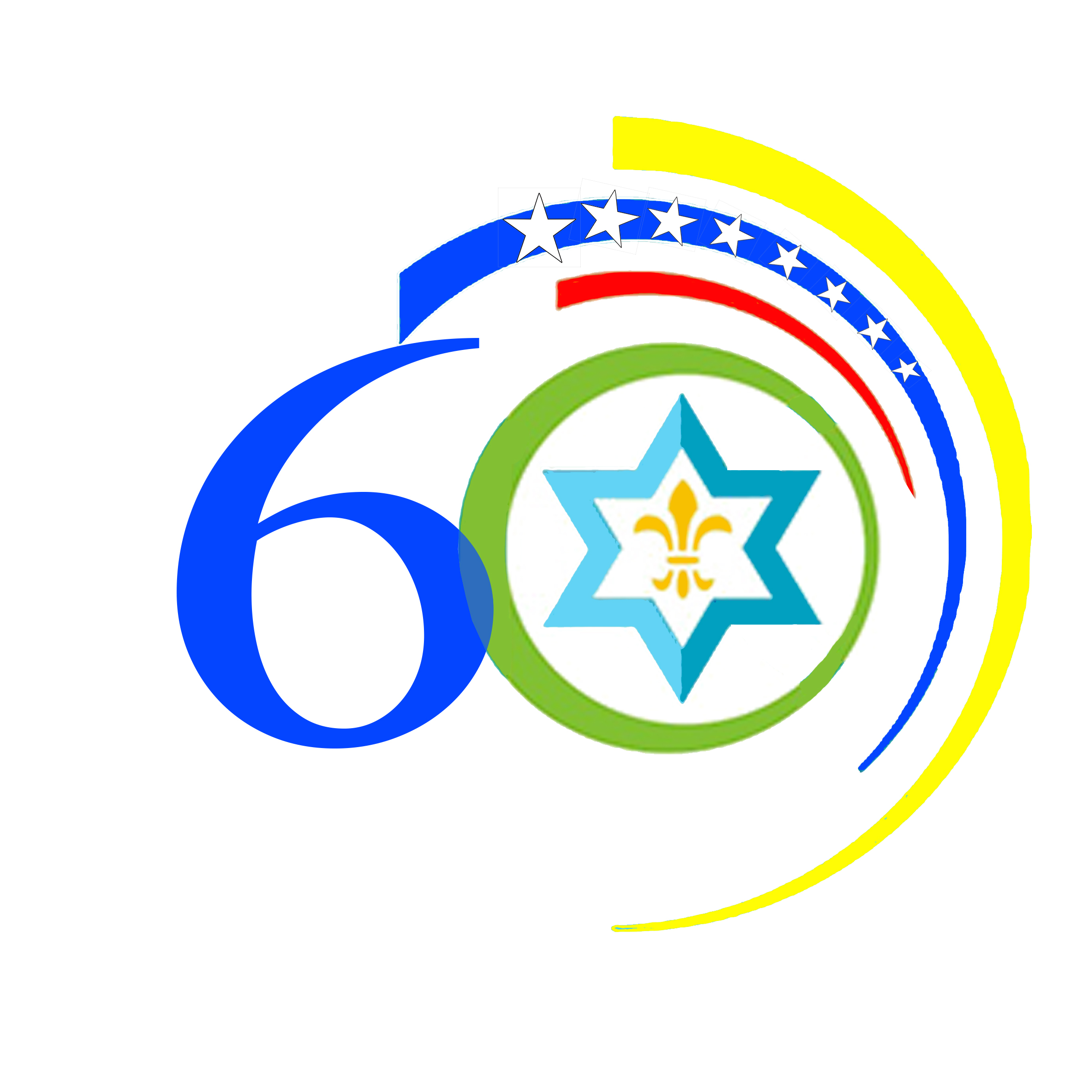
Logo de los 60 años del Ken Najshon, fundado en 1954 por Tamara Campos

Hashomer Hatzair en Venezuela se fundó en el año 1954 en Caracas, llegando a través de Tamar Campos, una joven inmigrante proveniente de Cuba, quien comenzó haciendo actividades educativas en abril de 1954 para los jóvenes judíos de Venezuela. El nombre del Ken es Ken Najshon, al igual que el príncipe de la tribu de Iehudá, quien dirigió al pueblo judío fuera de Egipto cruzando las aguas que abrió Moises.
Hoy en día el Ken Najshon sigue educando a los jóvenes de la Comunidad judía de Venezuela los días sábado en el club Hebraica, mediante peulot en las que se enseña sobre sionismo, socialismo y judaísmo humanista y se les inculca valores de igualdad, justicia social y la hermandad de los pueblos a través de la educación no formal.
Cerró formalmente sus puertas en 2019 por falta de miembros.
Actualmente retomaron las actividades en el país.

### México
Hashomer Hatzair en México fue establecido en 1940. Desde 1983 su "ken" (en hebreo, "nido"), cuyo nombre es Mordechai Anielewicz, está localizado en la colonia Polanco, al poniente de la Ciudad de México. Anteriormente estuvo localizado en la Condesa, en el centro de la ciudad.
Hashomer Hatzair México fue fundado por Avner Aliphas, un profesor de hebreo de la "Yiddishe Shule", quien posteriormente fundó también el Colegio Hebreo Tarbut, en 1942. Aliphas nació en Kolno, Polonia, en 1911, e hizo "aliá" (emigró a Israel) en 1936 para establecerse en el "kibutz" Negba, y en 1938 ayudó al establecimiento del kibutz Hanita. En 1939 regresó a Kolno después de que su madre murió y, por fortuna, logró salir antes de la invasión nazi para acudir a una conferencia de sionismo en París. Cuando estalló la guerra y no pudo regresar a Israel, viajó a México donde se volvió miembro activo en el Movimiento Sionista.
En 1940, apoyado por la Organización Sionista en México, Aliphas fundó Hashomer Hatzair para dar una opción a los jóvenes que habían sido educados como sionistas en casa. Éste fue el primer movimiento juvenil judío que existió en el país, su primer "ken" estuvo localizado en Tacuba 15, en el centro de la ciudad.
Durante las siguientes décadas, Hashomer Hatzair fue uno de los lugares de socialismo secular para la comunidad judía. Actualmente, la rama mexicana de Hashomer Hatzair comprende aproximadamente 60 miembros que atienden regularmente eventos culturales, educativos y deportivos.

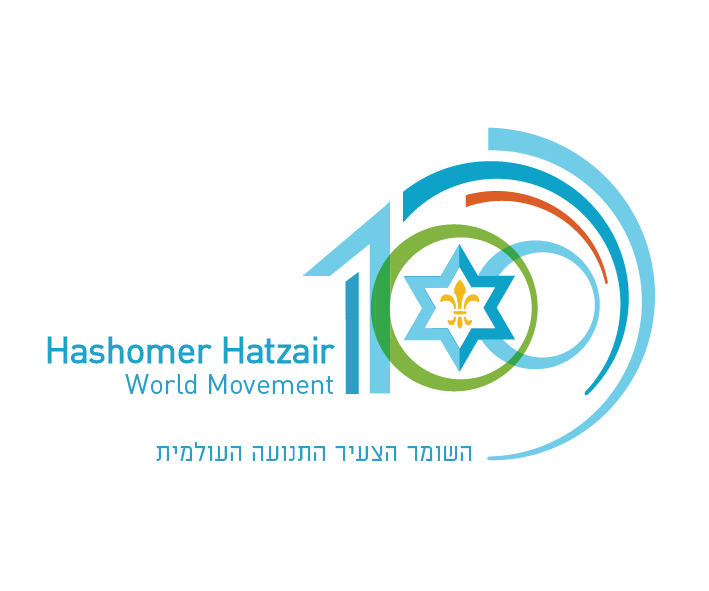
Este es el logo de los 100 años de Hashomer Hatzair

### Uruguay
Hashomer Hatzair Uruguay funciona desde el año 1946.

Las actividades que desarrollamos son las que nos van planteando tanto los referentes de cada movimiento o las que nos plantean las diferentes comunidades (kehilot) de nuestro país. Nos encargamos de realizar charlas de tópicos totalmente diferentes, buscando capacitar constantemente al joven que va al movimiento juvenil (Tnuá). Estamos en permanente contacto con otras instituciones que no son kehilot para difundir sus actividades y que todas puedan sacar un gran provecho. En lo que respecta a nuestras actividades, la Federación Juvenil Sionista es conocida en como la organizadora de la NOHARIA. La Noharia es una competición entre todas las tnuot de nuestra comunidad, consta de tres etapas diferentes; en primer lugar, lo que llamamos jidón, que son preguntas y respuestas sobre un tema en específico, por ejemplo el año pasado fue judaísmo. La segunda instancia es Sport, donde se juegan diferentes deportes entre ellos, básquetbol, fútbol masculino y fútbol femenino; y por último está lo que le llamamos la OBRA, donde cada tnuá tiene que hacer una obra de teatro dependiendo del tema a elección del jurado.

Lamentablemente Hashomer Hatzair cerró sus puertas en Uruguay en 2022, principalmente por falta de miembros. Sin embargo siguen en funcionamiento varios proyectos en el marco de Casa de Cultura, de los cuales participan varios ex bogrim. A su vez, la casa en la que funciono el Ken en las últimas décadas, sigue siendo propiedad de Casa de Cultura, a pesar del cierre de la tnua. No hay, al menos de momento, ningún plan de reabrir la tnua en el país. Muchos janijim se han ido a tnuot con ideologías similares, como por ejemplo, Habonim Dror, y lamentablemente muchos han abandonado el marco de las tnuot.